# Samuel Lino
Samuel Dias Lino (* 23. prosince 1999 Santo André) je brazilský fotbalista, který hraje jako záložník nebo obránce za Atlético Madrid.

## Klubová kariéra
V roce 2016 se připojil k akademii São Bernardo FC. Svůj debut za A-tým klubu si odbyl dne 21. května 2017.
Dne 28. června 2017 byl poslán na hostování do akademie Flamenga.

### Gil Vicente
Dne 30. června 2019 podepsal smlouvu s Gil Vicente FC z portugalské Primeira Ligy. Svůj profesionální debut si odbyl dne 3. srpna v Taça da Liga.
Lino vstřelil svůj první profesionální gól 2. února 2020 proti Moreirense. Dne 29. července 2020 prodloužil smlouvu do roku 2024.

### Atlético Madrid
Dne 8. července 2022 podepsal pětiletou smlouvu s Atléticem Madrid.

#### Valencie (hostování)
Dne 28. července 2022 byl poslán do Valencie na celosezónní hostování.